# ميلامين

تركيبة الميلامين

ميلامين هو مركب كيميائي عضوي حلقي، صيغته C3H6N6 و وزنه الجزيئي 126 جم/مول. صلب عند الظروف القياسية ويأتي على شكل بودرة بيضاء اللون. تتكون حلقاته من ذرات من الكربون والنيتروجين والهيدروجين. قادر على امتصاص الأشعة فوق البنفسجية. وهو مركب شديد القاعدية حيث رقمه الهيدروجيني PH = 8.1. قليل الذوبان في الماء ويستخدم عادة كمادة مضافة للبولميرات (المادة الأولية للبلاستيك) وهذه المادة المضافة تكون مانعه للاحتراق، والسبب في استخدامه هو احتوائه على كمية كبيرة من النيتروجين التي تبلغ 66%. وكان يحضر أصلاً من كربيد الكالسيوم الذي يحول أولاً إلى سياناميد الكالسيوم، ثم إلى الميلامين.
اسمه الشائع: الميلامين، أما حسب نظام الأيوباك:
1,3,5-تريازين-2,4,6-ثلاثي أمين.

## أصل المفردة
كلمة ميلامين أصلها ألماني وهي كلمة مركبة من شقين، الأول ميلام (Milam) وهو أحد مشتقات تقطير الأمونيوم (Ammonium thiocyanate) والثاني أمين (amine) وهو أحد القواعد البنائية للبروتين.

## الاستخدامات
عند اتحاد الميلامين مع الفورمالدهيد تتكون مادة مقاومة للحرارة العالية. يدخل الميلامين في عمل خلطات من الخرسانة المسلحة عالية المقاومة. ويستخدم الميلامين في صناعة الأحبار والبلاستيك الملون، والصمغ والمواد اللاصقة، والألياف الصناعية، والسبورات والألواح المصقولة. يستخدم الميلامين في صناعة الأسمدة لاحتوائه على نسبة عالية من النيتروجين ويستخدم الميلامين في صناعة بعض الأدوية، وقد يضاف الميلامين لأعلاف الحيوانات المجترة كمصدر للنيتروجين غير البروتيني، كما تستخدم المحاليل المائية للميلامين – فورمالدهيد في صناعة ألواح الخشب المضغوط أو الخشب الرقائقي وكذلك في صناعة الورق وصناعة النسيج، وفي صنع ألواح الفورمايكا يضاف الميلامين أحيانا لبعض المواد الغذائية (كنوع من الغش التجاري) لرفع نسبة النيتروجين بها، والذي يعطى قيمة عالية للبروتين الظاهري بها، باستخدام مادة الميلامين لأنها رخيصة.
يُستخدَم الميلامين وأملاحه كمضافات مقاومة للحريق في الدهانات والبلاستيك والورق. ألياف الميلامين (Basofil)، لها موصلية حرارية منخفضة، ومقاومة ممتازة لللهب وهي ذاتية الإطفاء؛ وهذا يجعلها مفيدة للملابس الواقية المقاومة لللهب، سواء بمفردها أو مع ألياف أخرى. من المحتمل أن تكون مشتقات الميلامين من الأدوية الزرنيخية (Arsenical drugs) مهمة في علاج داء المثقبيات الأفريقي. وُصِف استخدام الميلامين كنيتروجين غير بروتيني (NPN) للماشية في براءة اختراع عام 1958. ومع ذلك، في عام 1978، خلصت دراسة إلى أن الميلامين قد لا يكون مصدرًا مقبولًا للنيتروجين غير البروتيني للحيوانات المجترَّة لأن تحللها المائي في الماشية أبطأ وأقل اكتمالًا من مصادر النيتروجين الأخرى مثل مسحوق بذور القطن واليوريا.
يُضاف الميلامين أحيانًا بشكل غير قانوني إلى المنتجات الغذائية من أجل زيادة محتوى البروتين الظاهر. تقدِّر الاختبارات القياسية، مثل اختبارات كيلدال ودوماس (Dumas)، مستويات البروتين عن طريق قياس محتوى النيتروجين، بحيث يمكن تضليلها عن طريق إضافة مركبات غنية بالنيتروجين مثل الميلامين. هناك أدوات متاحة اليوم يمكنها التفريق بين نيتروجين الميلامين والنيتروجين البروتيني. 

## سُمِّية الميلامين
تعتبر مادة الميلامين في الأصل مادة غير سامة عند استخدامها بجرعات منخفضة ولكن عندما تختلط بحمض السيان يوريك (Cyan uric acid) تؤدي إلى تكوين حصوات في الكلى نتيجة لتكوين مادة السيان يورات غير الذائبة. والميلامين لا يتم تمثيله غذائيا في الجسم وغالبا يخرج عن طريق البول، ويقدر نصف عمره في بلازما الدم في حدود 3 ساعات. ولا يعتبر الميلامين ساماً بدرجة كبيرة حيث إن الجرعة المميتة لـ 50% من حيوانات التجارب تعادل 3161 مجم/كجم من وزن الجسم في الجرذان. ولا توجد دراسات عن سمية مادة الميلامين في الإنسان عند التناول عن طريق الفم. ومعظم الدراسات التي أجريت على حيوانات التجارب (الجرذان، الفئران والكلاب) لدراسة سمية الميلامين عند تناوله عن طريق الفم أدى إلى حدوث التهابات وتكون حصوات في الكلى بالإضافة إلى زيادة في نمو نسيج المثانة (Hyperplasia). بالإضافة إلى ذلك بينت الدراسات التي عملت على الجرذان أن الحد الأدنى للمتناول من الميلامين دون ظهور الأعراض كان 63 مجم/كجم من وزن الجسم /يوم لمدة 113 أسبوع. وقد بينت الدراسات التي أجريت على القوراض وجود تباين في الأعراض بين الذكور والإناث، فالذكور في الغالب تظهر لديهم حصوات في المثانة بينما لا تظهر هذه الأعراض على الإناث وعند تحليل حصوات المثانة المتكونة ثبت أنها تكونت من الميلامين وحمض السيان يوريك في شبكة من البروتين بالإضافة إلى الفوسفات.

### السمية الحادة
أُبلِغ عن أن الميلامين يحتوي على جرعة مميتة وسطية عن طريق الفم (LD50) تبلغ 3248 مغ/كغ على أساس بيانات الفئران. كما أنه مهيج عند استنشاقه أو ملامسته للجلد أو العينين. الجرعة المميتة LD50 عن طريق الجلد المُبلَغ عنها هي >1000 مغ/كغ للأرانب. أشارت دراسة أجراها باحثون من الاتحاد السوفييتي في الثمانينيات إلى أن سيانورات الميلامين، الذي يشيع استخدامه كمثبط للحريق، يمكن أن يكون أكثر سمية من الميلامين أو حمض السيانوريك (Cyanuric acid) وحده. بالنسبة للجرذان والفئران، كانت الجرعة المميتة LD50 المُبلَغ عنها لسيانورات الميلامين 4.1 غم/كغ (تعطى داخل المعدة) و 3.5 غم/كغ (عن طريق الاستنشاق)، مقارنة بـ 6.0 و 4.3 غم/كغ للميلامين و 7.7 و 3.4 غم/كغ للجرذان لحمض السيانوريك على التوالي.
خلصت دراسة علم السموم على الحيوانات التي أُجريَت بعد سحب أغذية الحيوانات الأليفة الملوثة إلى أن مزيج الميلامين وحمض السيانوريك في النظام الغذائي يؤدي إلى إصابة الكلى الحادة في القطط. أنتجت دراسة أجريت عام 2008 نتائج تجريبية مماثلة على الفئران ووصفت الميلامين وحمض السيانوريك في أغذية الحيوانات الأليفة الملوثة منذ اندلاع عام 2007. عزت دراسة أجريت عام 2010 من جامعة لانتشو الفشل الكلوي لدى البشر إلى تراكم حصوات حمض اليوريك بعد تناول الميلامين مما أدى إلى تراكم سريع للأيضات مثل دياميد حمض السيانوريك (الأملين) وحمض السيانوريك. أظهرت دراسة أجريت عام 2013 أنه يمكن استقلاب الميلامين إلى حمض السيانوريك بواسطة بكتيريا الأمعاء. على وجه الخصوص، حُدِّد Klebsiella terrigena كعامل في سُمِّية الميلامين. في الثقافة، تبين أن Klebsiella terrigena يحوِّل الميلامين إلى حمض السيانوريك مباشرة. كُشِف عن حمض السيانوريك في كليتي الفئران التي تناولت الميلامين بمفرده، وزاد التركيز بعد استعمار الكلبسيلة. 

### التمثيل الغذائي
الميلامين هو أحد مشتقات السيرومازين (Cyromazine)، وهو مبيد حشري. أُبلِغ عن أن السيرومازين يمكنه أيضًا التحول إلى الميلامين في النباتات. 

### علاج الحصاة الكلوية
قد يمنع التشخيص والعلاج السريع لحصاة الكلى الانسدادي الحاد تطور الفشل الكلوي الحاد. أُبلِغ عن قلونة البول وتحرير الحصوات لتكون أكثر العلاجات فعالية في البشر. 

## لائحة الغذاء والأعلاف
حددت هيئة الدستور الغذائي التابعة للأمم المتحدة، الحد الأقصى من الميلامين المسموح به في مسحوق حليب الأطفال إلى 1 مغ/كغ وكمية المادة الكيميائية المسموح بها في الأطعمة الأخرى وأعلاف الحيوانات إلى 2.5 مغ/كغ. رغم أنها ليست ملزمة قانونًا، إلا أن المستويات تسمح للبلدان بحظر استيراد المنتجات التي تحتوي على مستويات مفرطة من الميلامين. 

## التسبب في السرطان
خلصت الوكالة الدولية لأبحاث السرطان التابعة لمنظمة الصحة العالمية إلى أن هناك دلائل كافية مستنبطة من الدراسات والأبحاث التي أجريت على حيوانات التجارب بأنه لم يثبت أن مادة الميلامين مسرطنة للإنسان أو أنها تؤثر على المورثات الجينية في الخلايا. ووضحت الدراسات أن ظهور الخلايا السرطانية في المثانة قد حدث في ذكور الجرذان عند تناول ميلامين بتركيز 4500 جزء في المليون (أي ما يعادل 225 مجم/كجم من وزن الجسم/يوم) لمدة 103 أسبوع ولكن لم تظهر هذه الأعراض على إناث الجرذان أو ذكور أو إناث الفئران. والتحليل بينت أن الأورام المتكونة كانت مرتبطة معنويا بشكل طردي مع كل من تكون لديه حصوات المثانة وتناول جرعات كبيرة من الميلامين. كما أظهرت نتائج الدراسات أن وجود مادتي الميلامين وحمض السيان يوريك مع بعضهما أدى إلى تكون حصوات المرارة بينما لم تتكون هذه الحصوات عند تناول الميلامين على حدة أو الأميلين (ammeline) أو الأميليد (ammelid) المشابهان للميلامين بشكل منفرد. ومركب الميلامين سيان يورات (ميلامين مع حمض السيان يوريك) له درجة ذوبان منخفضة ويعتقد أن الميلامين وحمض السيان يوريك يمتصان عن طريق الأمعاء ثم يترسبان لتكوين حصوات في الكلى.

## الحدود الآمنة المسموح بها من الميلامين
أعلنت هيئة الغذاء والدواء الأمريكية في تقريرها المنشور في أوائل أكتوبر 2008 بأن المستوى الآمن من الميلامين في الغذاء للأشخاص البالغين يقدر ب 5,2 جزء في المليون ولم يتم الإعلان بعد عنه بالنسبة للاطفال. كما تنوي الهيئة الإعلان عن عدم السماح المطلق لبيع غذاء ملوث بالميلامين على أية حال. كما نشرت أيضا هيئة الغذاء والدواء الأمريكية من خلال تقرير عن تحليل مخاطر التلوث بالميلامين أن الحد اليومي المسموح بتناوله من الميلامين هو 63,0 مجم/كجم من وزن الجسم. وفي نفس الصدد نشرت هيئة سلامة الغذاء الأوروبية أن الحد اليومي المسموح به هو 5,0 مجم/كجم من وزن الجسم بالنسبة للميلامين ومشابهاته (الأميلين؛ الأميليد وحمض السيان يوريك).